# Matiloxis nezeila
Matiloxis nezeila là một loài bướm đêm trong họ Noctuidae.